# Distretto di Xigang
Il distretto di Xigang (西岗区S, Xīgǎng QūP) è un distretto della Cina, situato nella provincia di Liaoning e amministrato dalla prefettura di Dalian.